# Ryback
Ryan Reeves (født 10. november 1981), bedre kendt under ringnavnet Ryback, er en amerikansk wrestler i World Wrestling Entertainment (WWE). Han kom først på den internationale scene i tv-programmet Tough Enough i 2004 og har senere wrestlet (bl.a. under sin Ryback-gimmick) for mindre wrestlingorganisationer som Deep South Wrestling, Ohio Valley Wrestling og Florida Championship Wrestling, der hører ind under WWE. I 2010 blev han kendt i WWE NXT som Skip Sheffield. I 2012 fik han sit gennembrud i WWE under navnet Ryback og har flere gange udfordret den regerende verdensmester CM Punk i VM-titelkampe - dog uden succes. 